# 合作金庫銀行
合作金庫銀行（がっさくきんこぎんこう）は台湾・台北市中正区に本社を持つ、大手商業銀行の一つである。

## 略歴・概要
前身の合作金庫は、日本統治時代の1944年に設立された「台湾産業金庫」を引き継ぎ、1946年に「台湾省合作金庫」として台北市で発足した、特殊金融機関という位置づけをされた組織であった（厳密には銀行という位置づけではなかった）。但し預金業務等、一般的な銀行業務も行っており、また大手商業銀行並みの店舗網を有していたため、一般人には特殊金融機関という認識はあまりなく、看板に書かれている「合作金庫・○○支庫（日本の「支店」に該当。一般銀行は「分行」と記されている）」という文字で辛うじて分かる程度であった（現在の看板には、銀行という文字が追加され、「支庫」から「分行」に変更されている）。
主要株主は台湾省政府を筆頭として、各地の信用合作社（日本の信用組合に相当）・農会（日本の農業協同組合に相当）、漁会（日本の漁業協同組合に相当）などからなる。そうした背景から、経営危機に陥った各地の信用合作社の救済合併等を行ってきた（例：1985年、台北市第十信用合作社を救済合併。右下の写真は旧本社ビル）。
2001年に政府の金融改革により、特殊金融機関から一般の商業銀行となり、商号を合作金庫銀行とした。また2006年には中国農民銀行と合併、国内最大の支店網を持つ銀行となった。

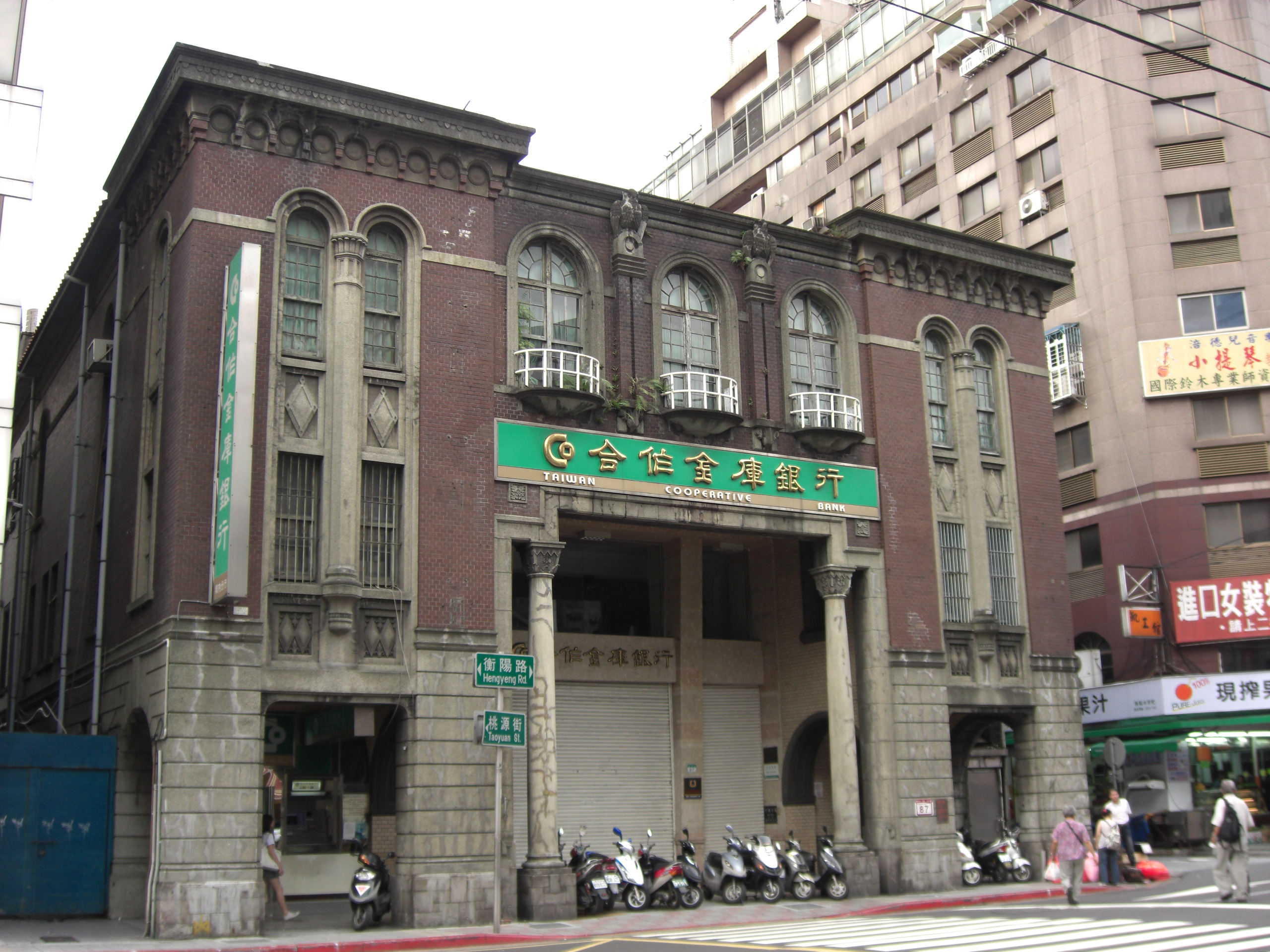
合作金庫銀行城内分行（旧台北十信本店）

社会人野球チームを持っており、台湾球界屈指の強豪として知られている。